# 小河洞遗址
小河洞遗址，位于中华人民共和国云南省文山壮族苗族自治州麻栗坡县麻栗镇畴阳河西岸小河洞，是新石器时代洞穴遗址。

## 特点
1975年3月，云南省博物馆开始调查发掘，洞口高3米，宽约8米。在遗迹中发掘有红烧土和火塘等。出土陶片有夹砂灰褐陶、夹砂红陶，纹饰有绳纹、划纹等。石器以磨制的有肩锛、靴形锛等为特点。此外还发现有其他野生动物骨骼化石。1985年，文山壮族苗族自治州人民政府公布为州级第一批重点文物保护单位。

## 图像

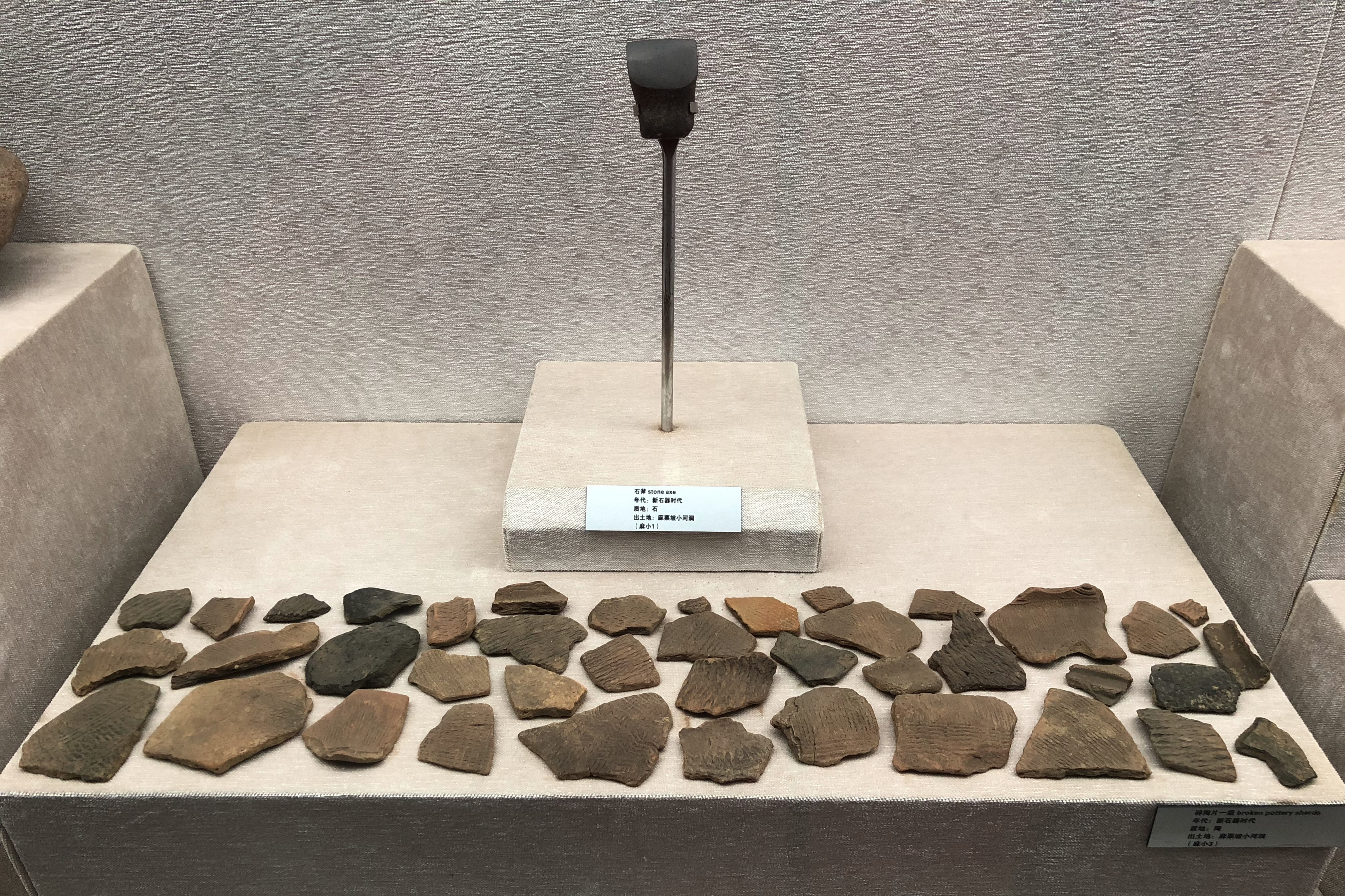
石斧，出土自小河洞遗址，藏于云南省博物馆
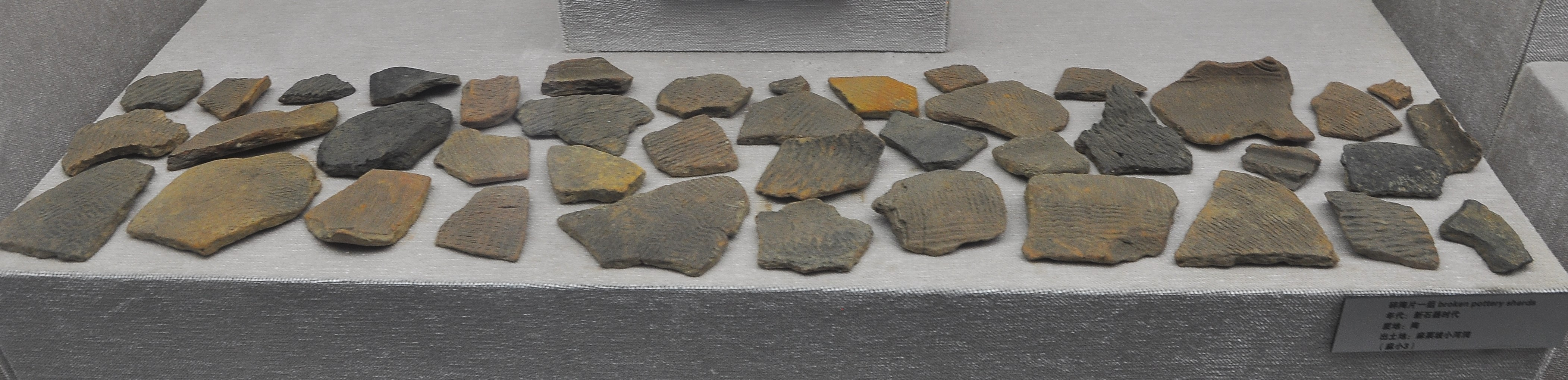
碎陶片，藏于云南省博物馆